# 鈴木幹雄 (内務官僚)
鈴木 幹雄（すずき みきお、1904年10月27日 - 1991年11月10日）は、日本の内務官僚、政治家、弁護士。官選島根県知事、警視総監、衆議院議員。

## 経歴
愛知県出身。鈴木各三郎の長男として生まれる。一宮中学、第八高等学校を経て、1929年3月、京都帝国大学法学部を卒業。1928年10月、高等試験行政科試験に合格。1929年5月、内務省に入り埼玉県属として内務部庶務課に配属された。
1929年11月、内務属となり土木局河川課に勤務。以後、熊本県商工水産課長、地方警視・静岡県警察部保安課長、同警務課長、大阪府警察部監察官、内務事務官・警保局警務課勤務、北京駐在（1938年5月 - 1939年5月）、警視庁警視・特別高等警察部外事課長、福島県書記官・警察部長、内務省国土局河川課長、総力戦研究所員、警視庁勤労部長などを歴任し、終戦を迎えた。
1945年9月、内務省警保局行政警察課長に就任。同防犯課長を経て、1946年1月、島根県知事に就任。同年6月、警視総監に転じた。1947年6月、最後の内務次官に就任し、同年12月まで在任。
1949年1月の第24回衆議院議員総選挙で愛知県第3区に民主党から立候補し当選。1952年10月の第25回総選挙に改進党から出馬し落選したが、1953年4月の第26回総選挙で返り咲き、衆議院議員を通算二期務めた。所属政党は日本民主党となり、1955年2月の第27回総選挙では落選した。この間、民主党総務、同政調会副会長、改進党組織委員会連絡部長、同中央常任委員などを務めた。

## 親族
- 妻 鈴木寛子（男爵・倉富鈞の娘）